# スペースシャトル組立棟
スペースシャトル組立棟（スペースシャトルくみたてとう、Vehicle Assembly Building、VAB）は、アメリカ航空宇宙局のケネディ宇宙センターに位置する。世界で4番目に体積の大きな建物である。ジャクソンビルとマイアミの中間地点に当たり、メリット島の東岸にあるケネディ宇宙センター第39発射施設にある。アメリカ合衆国国家歴史登録財に登録されている。
スペースシャトル組立棟は、一続きの建物としては世界最大である。また1974年まではフロリダ州で最も高い建物であり、都市地域の外にある建物としては、現在でもアメリカ合衆国で最も高い。南側面に描かれているアメリカ合衆国の国旗は、1976年に描かれた時、世界最大だった。国旗の星は直径6フィート、縞模様の幅は9フィートである。

## 歴史

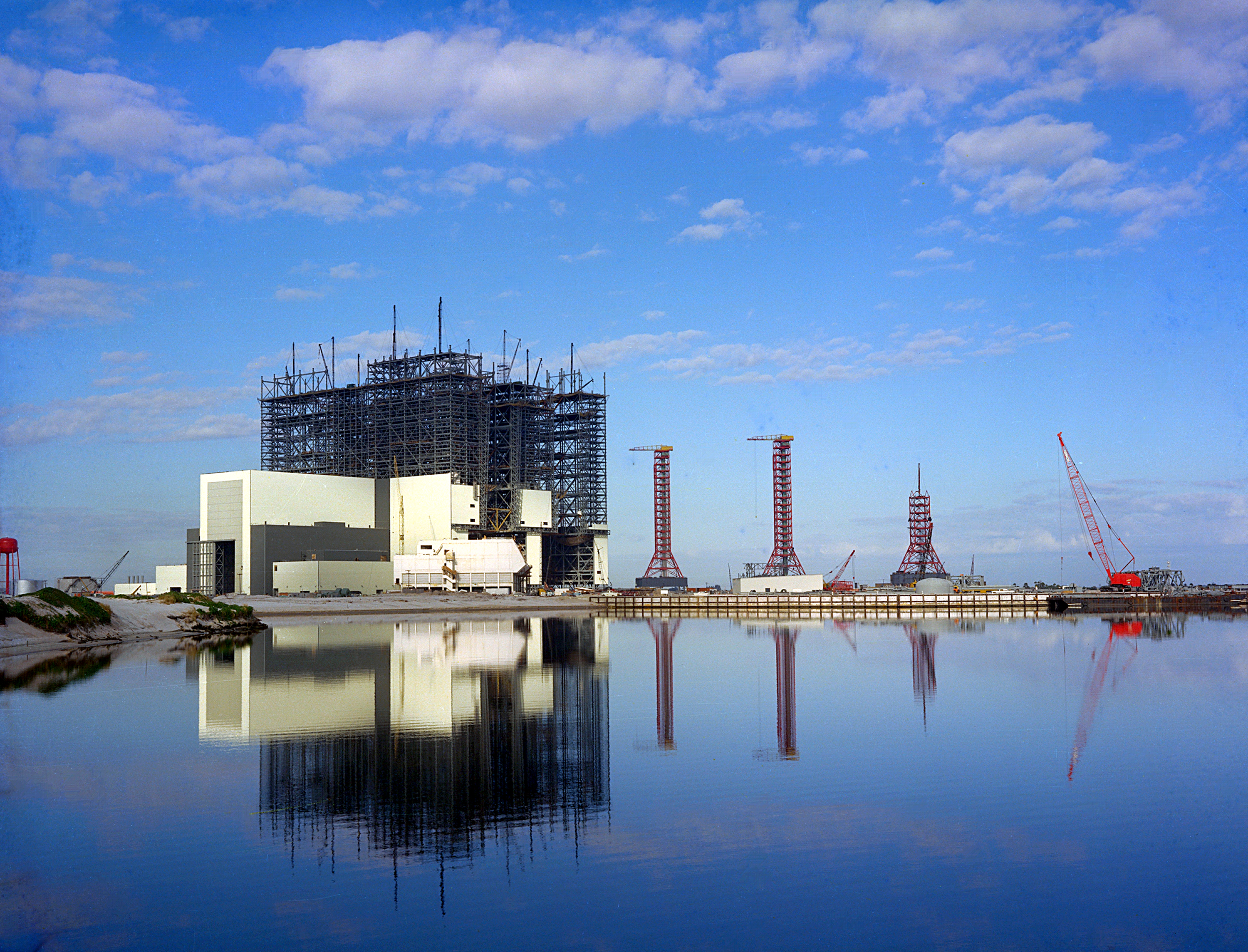
1965年、組立て中のVAB

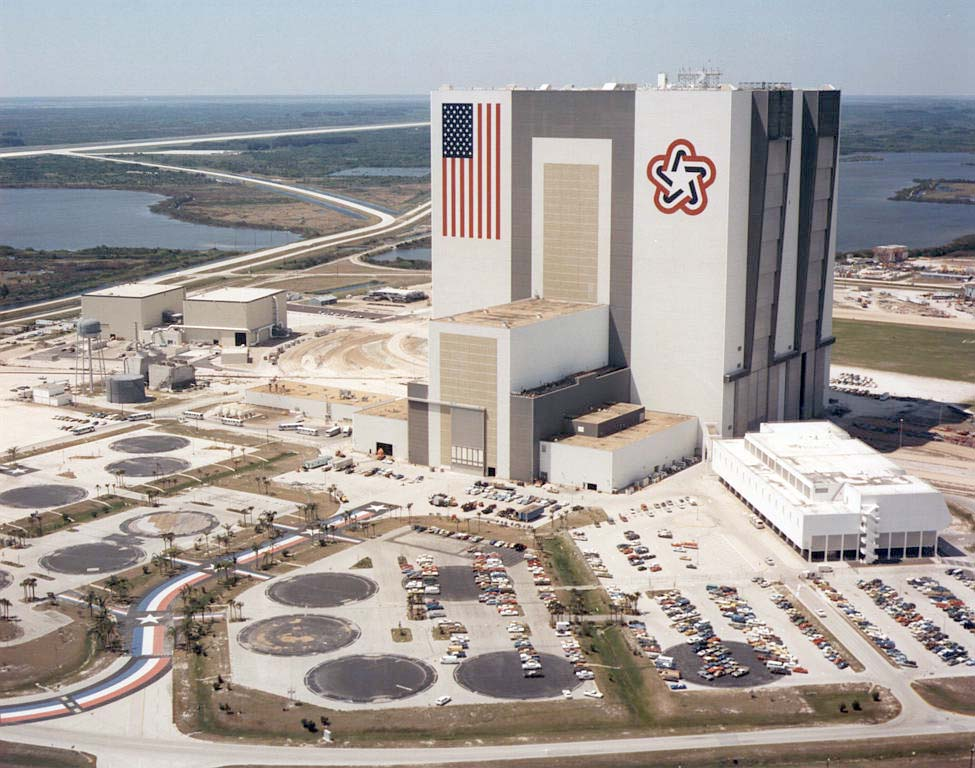
1977年のVAB。国旗の隣には建国200周年記念ロゴの星が描かれている。

スペースシャトル組立棟は、もともとアポロ計画のサターンVロケットを垂直に組み立てるために建設された。現在は外部燃料タンクやその他の機器を格納するために用いられており、スペースシャトルのオービタと固体ロケットブースター、外部燃料タンクが組み合わされるのもこの場所である。スペースシャトルは組み立てられた後、移動式発射プラットフォーム、クローラー・トランスポーターによって第39発射施設に運ばれる。

## 大きさ
スペースシャトル組立棟は高さ160.0 m、長さ218.2 m、幅157.9 mである。面積は3ヘクタール、体積は366万5000立方メートルである。
建物に描かれたアメリカ合衆国の国旗の星の直径は1.83 mで、青色の部分はバスケットボールのコートの大きさ、縞模様は標準的な道路の幅である。旗全体は高さ63.7 m、幅33.5 mで、1976年にアメリカ合衆国建国200年祭の一環として星の記念ロゴが描かれていたが、1998年にNASAのロゴに描き換えられた。
この建物は、屋根に取り付けられた125個の換気装置を含む1万ポンドのエアコン装置を備え、湿度を制御している。建物内の空気は1時間ごとに完全に入れ替わっており、建物の内部が広大なため、「湿度のとても高い日は天井の下に雨雲ができる」等、内部に天気がある。

## 構造

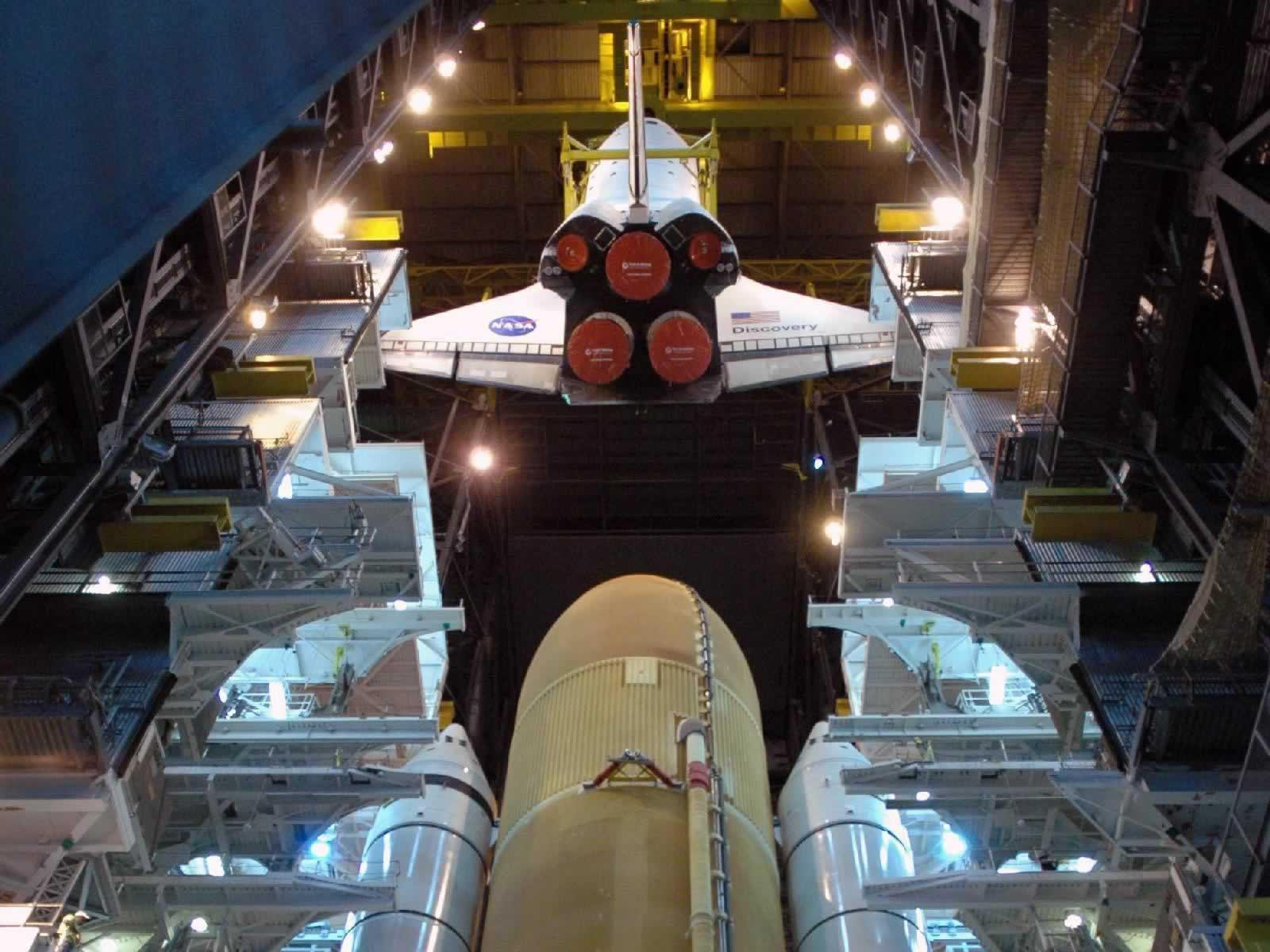
STS-124に向かうディスカバリー

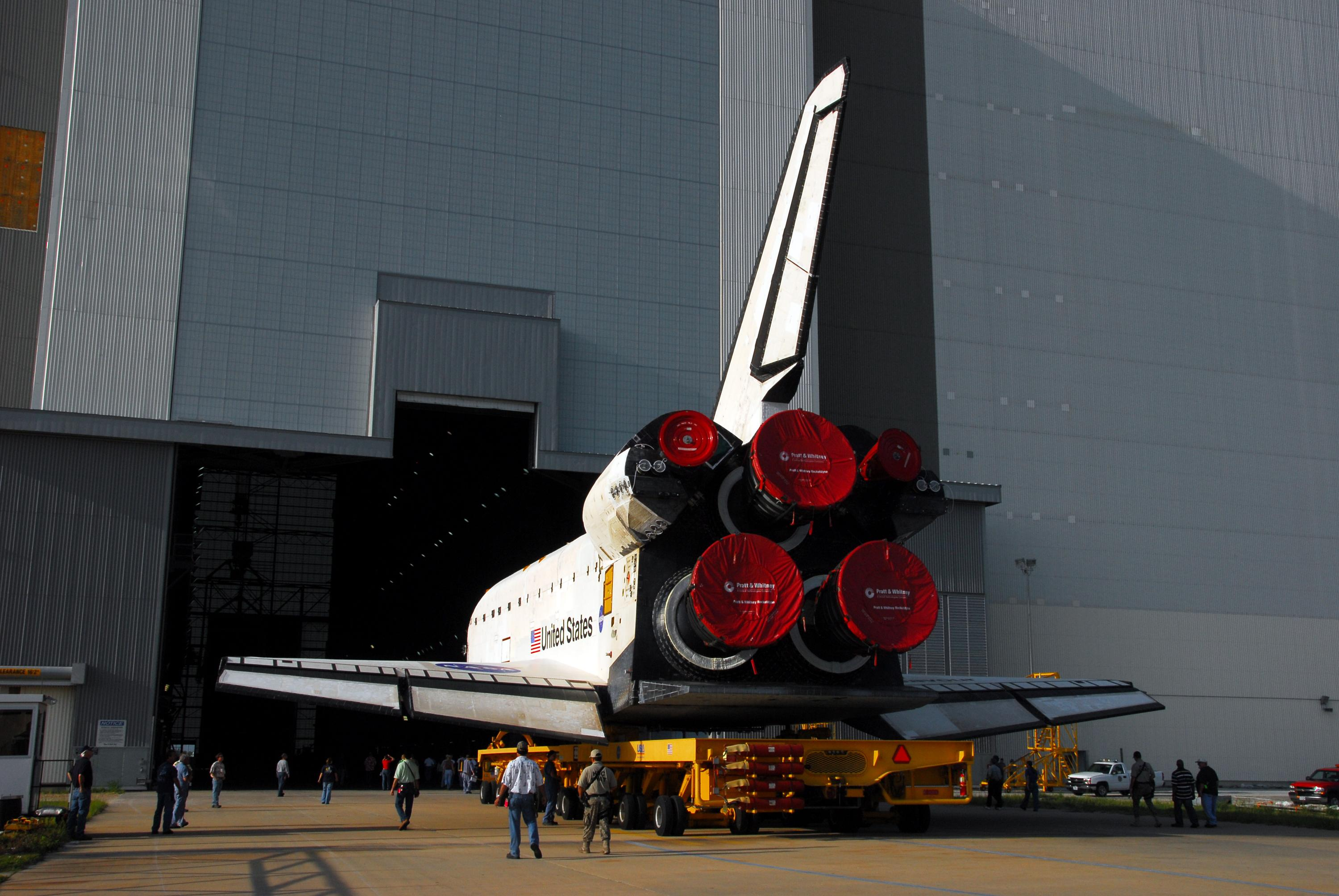
VABに入るエンデバー

フロリダ州にあるため、この建物には3万立方ヤードのコンクリート、石灰岩基盤にまで達する160フィートの鉄棒4225本が用いられており、ハリケーンや熱帯低気圧に耐えられるようになっている。最も大きい被害を受けたのは2004年の嵐の季節で、ハリケーンフランシスによって14×6フィートのアルミニウムのパネルが850枚飛ばされ、側面に3700平方メートルの新しい穴が開いた。また3週間後のハリケーンジャンヌによって、東側で新たに25枚のパネルが飛ばされた。嵐の季節の前には、ハリケーンチャーリーによって、70万ドル程度の損害が生じた。これらのハリケーンによる損傷は2007年現在でも見ることができる。これらのパネルは、内外で大きな圧力差が生じた場合には取り外せるように「型抜き」で設計されていた。これにより、熱帯低気圧等による急激な気圧の変化に対応できるようになっていた。
2007年初頭から、外装を修復する作業が始まった。アメリカ合衆国の国旗とNASAのロゴには特別の注意が払われた。この作業により、嵐や気候による長年の損傷が修復された。国旗とロゴは、1998年にNASAの40周年を祝して描き直された。
2008年から2009年にはコンステレーション計画に用いられる予定だったアレスIの試験機にも対応した。

## 仕様
建物には、海岸に出るための4つの入り口がある。これは世界で4番目に大きいドアである。それぞれのドアは139.0 mの高さで、完全に開閉するのに45分間を要する。運搬路に続く北のドアは12.2 mの幅で、オービタが出入りできるようになっている。
スペースシャトルの構成部品を持ちあげるため、スペースシャトル組立棟には5つの頭上クレーンが備えられている。そのうち2つは250トンのものを持ちあげられる。